# Federação Internacional de Muay Thai Amador
O desporto de Muaythai é exclusivamente regido pela Federação Internacional de Muaythai Amador (IFMA) e pelo Conselho Mundial de Muaythai (WMC).
Federação Internacional de Muaythai Amador ou IFMA, é o único órgão de Muaythai amador composto por 128 países membros em todo o mundo, com cinco federações continentais. A CBMTT é reconhecida oficialmente pela Conselho Olímpico da Ásia, pela AGFIE, pela Agência Mundial Antidoping e TAFISA. A Federação Internacional de Muaythai Amador, tem parceria com a Peace and Sport e Generations For Peace. A sua sede está localizada em Bangkok, Tailândia. Esta participa em eventos como Jogos de Combate Mundiais, Jogos Asiáticos de Artes Marciais e Recinto Coberto, Jogos do Sudeste Asiático e Jogos de Arafura, sendo responsável pela organização do Campeonato Mundial da IFMA, assim como por outros eventos especiais.

## História
A IFMA foi inaugurada oficialmente em 1993, com menos de 20 países e organizou o seu primeiro Campeonato Mundial no mesmo ano. Desde então, a federação tem crescido alcançando um número atual de 128 países. Recebeu inúmeros Campeonatos do Mundo em diferentes nações. A IFMA afirma que o seu objetivo é a divulgação e promoção do Muaythai, servindo de meio de intercâmbio cultural e de sensibilização para a disciplina de combate com a tradição tailandesa.

## IFMA no Brasil
No Brasil a única Confederação filiada a IFMA é a CBMTT - Confederação Brasileira de Muaythai Tradicional, com sede em Porto Alegre. A CBMTT é a única entidade apta a realizar seletivas no país para eventos da entidade o mundial de Muaythai IFMA. A última seletiva Brasileira para o mundial aconteceu nos dias 28 e 29 de novembro na cidade de Marituba no Pará, onde a Federação de Muaythai Tradicional do Estado do Pará (FMTTEPA), representa a CBMTT.

## Mundial
O mundial da IFMA é o único mundial amador reconhecido pelo governo tailandes.O último mundial realizado pela IFMA foi em Bangkok, Tailândia de 13 a 23 de agosto de 2015. O próximo será de 19 a 29 de maio de 2016 em
Jönköping, na Suécia.